# Czatkał
Czatkał, Karakuldża (ros. Чаткал, Каракульджа) – rzeka w Kirgistanie i Uzbekistanie. 
Do czasu powstania czarwakskiego zbiornika retencyjnego jedna ze składowych Czyrczyka.
- Długość – 223 km.
- Dorzecze – 7110 km².
- Źródła na płd.-zach. stokach Tałaskiego Ałatau.